# Stazione di Sandplace
La stazione di Sandplace (in inglese: Sandplace railway station in cornico Tewesva) è una stazione intermedia sulla ferrovia Looe Valley Line in Cornovaglia, Inghilterra, Regno Unito . La stazione serve la frazione di Sandplace e si trova a 10 km a sud di Liskeard .
La banchina è situata a sinistra dei treni che arrivano da Liskeard.

## Storia
La ferrovia di Liskeard e Looe fu aperta il 27 dicembre 1860 per trasportare le merci; i treni iniziarono a trasportare passeggeri l'11 settembre 1879, la Stazione di Sandplace fu, tuttavia, aperta solo 2 anni dopo nel 1881. Un raccordo merci fu costruito a sud nelle vicinanze della stazione, ma è ormai chiuso da molti anni.
Sandplace è una delle stazioni citate nella poesia di Bernard Moore "Travelling".

## Ferrovia comunitaria
La ferrovia tra Liskeard e Looe è designata, nel Regno Unito, come comunity rail ed è supportata dal marketing fornito dalla Devon and Cornwall Rail Partnership. La linea è promossa con il nome "Looe Valley Line".
Il "Polruan Country House Hotel" è incluso negli 11 pub listati nel programma Looe Valley Line Rail ale trail. Questo è uno dei pub più difficili da visitare, poiché ha orari di apertura molto limitati.

## Servizi
Tutti i treni sulla Linea Looe Valley da Liskeard a Looe fermano a Sandplace su richiesta – ciò significa che i passeggeri con l'intento di scendere dovranno notificare il capotreno quanto prima, quelli in attesa di salire alla banchina dovranno mostrare chiaramente il loro intento al macchinista. Non c'è servizio domenicale in inverno.